# Sten Weinberg
Sten Gustaf Weinberg, född den 9 februari 1890 i Nykyrka församling, Södermanlands län, död den 7 juli 1966 i Stockholm, var en svensk sjömilitär.
Weinberg blev underlöjtnant vid flottan 1910, löjtnant där 1913 och kapten 1919. Han var chef för torpeddepartementet i Stockholm 1931–1932 och för det i Karlskrona 1937–1940. Weinberg befordrades till kommendörkapten av andra graden 1936, av första graden 1938, och till kommendör 1941. Han blev adjutant hos kungen 1937 och överadjutant 1941. Weinberg tjänstgjorde som kommendör i reserven 1950–1960. Han var inspektör för torped- och ubåtsvapnen 1944–1948, för ubåtsvapnet 1948–1950, och ordförande i fartygsuttagningskommissionen 1950–1960. Weinberg invaldes som ledamot av Örlogsmannasällskapet 1933. Han blev riddare av Svärdsorden 1931 och av Vasaorden 1932 samt kommendör av andra klassen av Svärdsorden 1945 och kommendör av första klassen 1948.